# Castillo de Laubach
Schloss Laubach es un castillo residencial en Laubach, Hesse, Alemania, y sede de los Condes de Solms-Laubach.

## Descripción
El Castillo de Laubach es mencionado por primera vez en una lista de las propiedades del monasterio de Hersfeld en 786 d. C. A la familia Hagen-Münzenberg se le concedió autoridad sobre Laubach como un feudo. El castillo se construyó en el siglo XIII. En 1255 la propiedad fue cedida a los Señores de Hanau y posteriormente a los Condes de Falkenstein. Los Condes de Solms-Laubach compraron el castillo en 1418. El Conde Federico Magnus I de Solms-Laubach hizo del castillo la residencia oficial de la Casa de Solms-Laubach. En 1475 Kuno, Conde de Solms-Laubach recibió permiso del emperador Federico III del Sacro Imperio Romano Germánico para añadir fortificaciones al castillo y en la población alrededor del mismo. El arquitecto Licher Baum Wolff Werner reconstruyó las torres del castillo en 1533. El castillo está formado por tres edificios en forma de herradura que se entrelazan. Tres de las cuatro torres redondas originales fortificadas todavía permanecen en pie, y después se añadió a todas ellas una cubierta barroca.